# Сара Јекић
Сара Јекић (Приштина, 18. мај 1996) је српска песникиња.

## Биографија
Рођена је 18. маја 1996. у Приштини. Дипломирала је језик и књижевност на Филозофском факултету Универзитета у Приштини са привременим седиштем у Косовској Митровици 2019, а следеће године је магистрирала. Радила је као секретар Катедре за српску књижевност и језик на истом факултету од 1. марта 2022, а данас ради као асистент.
У почетку је писала кратке приче, а сада је посвећена писању поезије. Ауторка је неколико песама објављених у зборницима, као и у часописима „Сретања”, „Стремљења” и „Књижевни преглед” и три објављене збирке песама „Само се очима искрено воли” 2015, „Плава одаја на тавану” 2016. и „Кругови” 2019. коју је објавило Књижевно друштво Косова и Метохије.
Учествовала је на научном скупу „Етика и естетика Григорија Божовића” на Филозофском факултету у Косовској Митровици и у Дому културе „Стари Колашин” 16. и 17. маја 2020, тринаестом научном скупу младих филолога Србије „Савремена проучавања језика и књижевности” на Филолошко-уметничком факултету Универзитета у Крагујевцу 10. априла 2021. и научној конференцији „Савремени токови у изучавању језика, књижевности и културе” на Филолошком факултету Универзитета у Београду 27. и 28. мај 2022. године.
Бави се истраживањем филолошке науке – историје српске књижевности и старом српском књижевношћу. Члан је Уређивачког одбора Топличког зборника: часописа за друштвено–хуманистичке науке у Прокупљу и члан Уредништва студентског часописа „Др Филстуд” Филозофског факултета Универзитета у Приштини са привременим седиштем у Косовској Митровици.

### Прикази и чланци
- Јекић, С. (2023). „(Узалудна) провера песничке карте Драгише Бојовића”. У: Српска баштина, година VIII (књига 1). Никшић: Институт за српску културу, 128‒140.
- Јекић, С. (2022). „Фигуре понављања као кохезивни механизам у Савином Житију Светог Симеона”. У: Зборник радова Филозофског факултета Универзитета у Приштини, књига LII (4), 147‒165.
- Јекић, С. (2022). „Једина светлост која се није срела са тамом Ивице Живковића: Богословски допринос професора Драгише Бојовића”. У: Philologia Mediana: часопис за филолошке науке (XIV/14). Ниш: Филозофски факултет, 701‒705.
- Јекић, С. (2022). „Описи битака у Житију краља Милутина архиепископа Данила Другог”. У: Савремена проучавања језика и књижевности. Зборник радова са XIII научног скупа младих филолога Србије, година XIII (књига 2). Крагујевац: Филолошко-уметнички факултет у Крагујевцу, 39‒49.
- Јекић, С. (2021). „Лествица грехова у Краљевским житијима архиепископа Данила Другог”. У: Византијско-словенска чтенија IV: зборник радова са Међународне научне конференције, 171‒182.
- Костић Тмушић, А., Јекић, С. (2021). „Погледи Григорија Божовића и Драгише Бојовића на књижевно дело Светога Саве”. У: Етика и естетика Григорија Божовића: тематски зборник водећег националног значаја, 36‒45.
- Јекић, С. (2020). „Поетски елементи у српској хагиографској књижевности Александре Костић Тмушић”. У: Зборник радова Филозофског факултета Универзитета у Приштини, L (4), 365‒370.

### Студије и огледи
- Костић Тмушић, А., Јекић, С. (2020). „Есхатолошки мотиви у списима Раваничана о Косовском боју”. У: Октоих : Часопис Одјељења за српски језик и књижевности Матице српске – Друштва чланова у Црној Гори, X/11, 85‒97.